# Arsênio da Silva
Arsênio Cintra da Silva (Recife, 29 de abril de 1833 – Salvador, 11 de fevereiro de 1883) foi um pintor, fotógrafo e professor brasileiro. Tendo recebido os primeiros ensinamentos de arte na capital pernambucana, seguiu para a Europa, aperfeiçoando seus estudos em Roma e Paris. Em seu retorno ao Brasil, em 1860, introduziu no meio artístico desse país a técnica da pintura a guache, bem como a temática orientalista, atuando ativamente também como retratista. Na condição de professor de pintura, teve Insley Pacheco como um de seus alunos mais notáveis.
Foi um dos precursores da fotografia de cunho jornalístico no Brasil, documentando as festividades do casamento da Princesa Isabel e do Conde d'Eu, em 1864. Participou das Exposições Gerais da Academia Imperial de Belas Artes (AIBA) entre 1861 e 1879. Apesar de sua importância na introdução de novas técnicas e temas no ambiente artístico brasileiro, morreu sem o reconhecimento do público e de seus pares da Academia.

## Vida e obra
Após receber as primeiras noções de pintura em Recife, Arsênio da Silva partiu para Roma a fim de aperfeiçoar seus estudos. Permaneceu na capital italiana por três anos, entre 1850 e 1853, aproximadamente. Com a morte de seu pai, Arsênio Fortunato da Silva, a 7 de janeiro de 1854, viu-se obrigado a retornar ao Brasil. Sua mãe, Mariana Alexandrina Coelho Cintra, faleceu em 1856. Pouco tempo depois, possivelmente em 1858, Arsênio retornou à Europa para dar continuidade aos seus estudos. Estabeleceu-se em Paris, onde viveu até 1860. Na capital francesa, entrou em contato com a técnica da pintura a guache e com a estética orientalista.

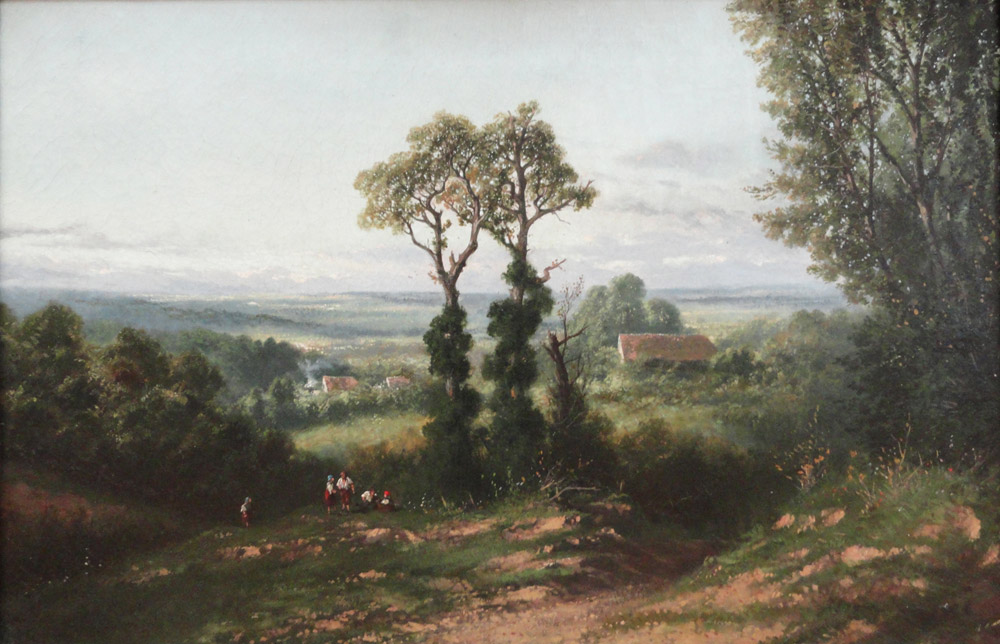
Arredores de Paris (ca. 1860). Acervo do Museu Nacional de Belas Artes, Rio de Janeiro.

Ao término de sua estadia na Europa, retornou definitivamente ao Brasil, estabelecendo-se no Rio de Janeiro, onde passou a desenvolver e a lecionar a técnica do guache, do qual foi o precursor neste país. Da mesma forma, tornou-se o pioneiro da temática orientalista, executando cenas de caravanas, beduínos, arquiteturas e paisagens exóticas típicas do norte da África, tratados de forma poética e delicada, rica em detalhes e variedade de tons.
Seu talento, a princípio, logo lhe permitiu desenvolver no Rio de Janeiro uma carreira exitosa, com muitos clientes e certa quantia de discípulos, sendo o mais notável Joaquim José Insley Pacheco, com quem travou uma duradoura amizade. A partir de 1861, Arsênio da Silva integrou de forma bem sucedida as Exposições Gerais de Belas Artes da AIBA, tendo sido agraciado com a medalha de prata na 16ª edição, em 1864.

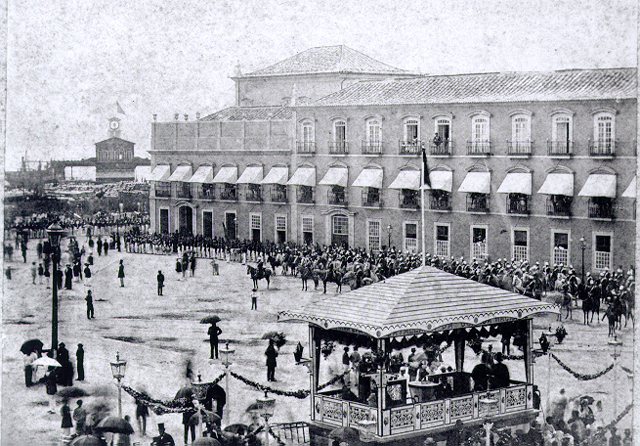
O Paço Imperial por ocasião do casamento da Princesa Isabel com o Conde d'Eu (1864). Fotografia de Arsênio Silva, Biblioteca Nacional, Rio de Janeiro.

Arsênio da Silva também atuou como fotógrafo, tendo papel importante como um dos precursores do fotojornalismo no Brasil. Em 15 de outubro de 1864, documentou as festividades do casamento da Princesa Isabel e do Conde d'Eu, no Largo do Paço, Rio de Janeiro. Posteriormente adquiridas pelo Imperador Dom Pedro II, notável incentivador dessa técnica no país, suas fotografias hoje integram a Coleção Thereza Christina Maria do acervo da Biblioteca Nacional.
Não obstante o caráter inovador e a alta qualidade artística de sua produção, Arsênio da Silva logo cairia no ostracismo. O motivo para tanto, segundo críticos como Gonzaga Duque e Celso Kelly, seria justamente o pioneirismo de Arsênio, que teria despertado a inveja no meio artístico brasileiro, levando o pintor ao autoisolamento. Nas palavras de Duque, "os invejosos ergueram-se do pesado silêncio da sua própria inutilidade e fizeram fogo vivo contra ele", acrescentando que "faltou-lhe resolução para enfrentar com os adversários. E, humilhado, desiludido, rolando de desengano em desengano, procurou no esquecimento de seu nome o lenitivo para suas dores".
Arsênio da Silva ainda participou da 25ª Exposição Geral de Belas Artes em 1879, quatro anos antes de seu falecimento. Após sua morte, Ângelo Agostini manifestaria na Revista Illustrada seu pesar pela ausência de reconhecimento do artista: "Um verdadeiro artista, morto sem ter tido toda a admiração que merecia, sem ter ocupado, entre os pintores, o lugar de honra a que seu talento lhe dava direito, eis a história de Arsênio da Silva". Também Felix Ferreira lamentou postumamente a condição do artista, afirmando que o mesmo "lutou, mas sempre em vão, contra a má vontade de uns e a indiferença de muitos, até que teve de ceder ao desânimo e remeter-se ao silêncio e à obscuridade, deixando-se morrer como um condenado voluntário".
Foi irmão de Felisbella Ernestina Cintra da Silva, dita "Yayá", condessa de Wilson (1840-1912), casada com o empresário-armador Eduardo Pellew Wilson Júnior (1832-1899), 1º Conde de Wilson na nobreza portuguesa, por decreto de 8 de outubro de 1891 (Dom Carlos I de Portugal).[carece de fontes?]